# Вердис
Вердис, званично Слободна Република Вердис (енгл. Free Republic of Verdis), самопроглашена је микронација смјештена између Хрватске и Србије у близини Либерланд на спорном комаду земље локално названом Џеп-3 Хрватске и Србије гранични спор. Микронацију је прогласио аустралијски активист Данијел Џексон, 30. маја 2019.
Територија је предмет спора између Хрватске и Србије, тренутно под контролом Хрватске. Обје земље одбијају право на земљу, јер Хрватска тврди да територија припада Србији, али Србија то одбија и тврди да припада Хрватској. Што даје простора у легалност одлуке подносиоцу захтјева Вердису.